# Loupeník

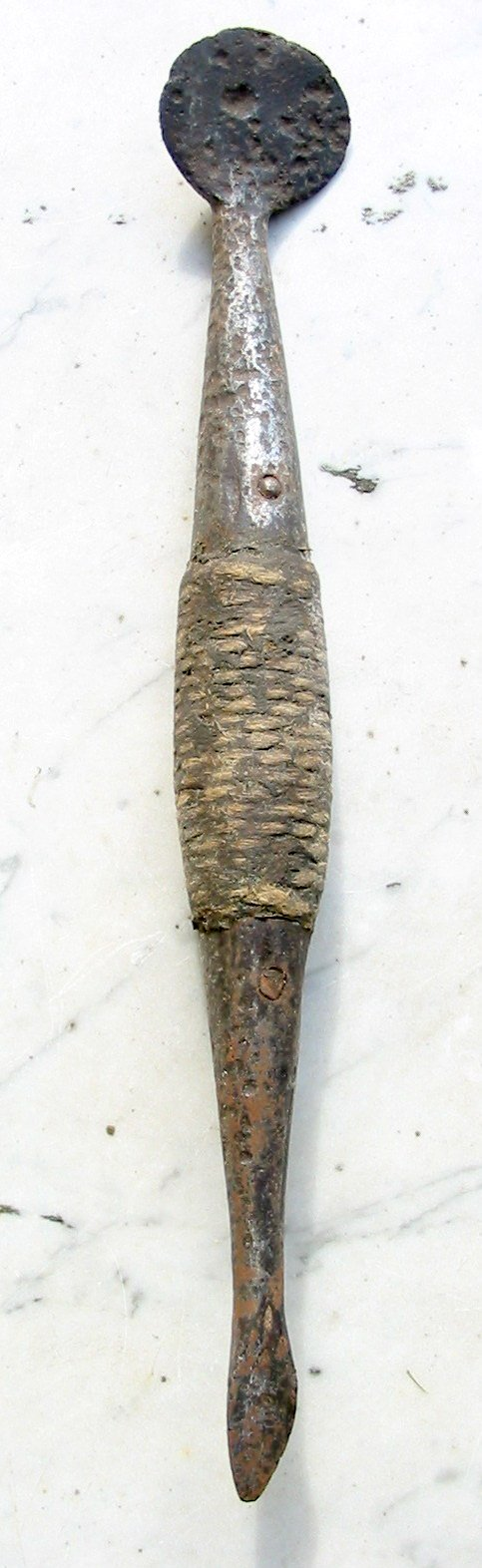
Nástroj k loupání kůry

Loupeník je název nízkého (pařezového) lesa, ve kterém se krátkodobě pěstovaly stromy. Po jejich pokácení se z nich následně loupala kůra, ze které se získávalo 
tříslo.

## Výsadba a mýcení
Stromy se v lese nechávaly růst patnáct až dvacet pět let, podle druhu. Vysazovaly se stromy listnaté, i jehličnaté. Mezi listnaté stromy s nejlepší výtěžností třísla se řadí dub, buk, jilm, javor, jírovec maďal, olše, bříza, vrba, a mezi jehličnaté smrk, jedle, borovice a modřín. Nejosazovanějšímy stromy bývaly dub, pro svou vůbec nejvyšší výtěžností třísla 6-16 procent, dále potom smrk a jedle 7-16 procent.

## Loupání kůry
Loupání kůry se provádělo dvěma způsoby, buďto na ještě stojících kmenech stromů, nebo na již pokácených kmenech. Výhodnější způsob je na poražených kmenech, kdy jeden dělník stromy kácí, a druhý je rozřezává na válečky, většinou osmdesát centimetrů dlouhé. Tyto části kmenů se potom pokládaly na speciální lavice, na kterých se z kmenů pomocí sekyrek či dřevěných a železných loupačů loupala kůra.